# Piotr Kowalczuk
Piotr Stanisław Kowalczuk (ur. 15 czerwca 1976 w Gdańsku) – polski samorządowiec, urzędnik i pedagog. W latach 2014–2020 zastępca prezydenta m. Gdańska.

## Życiorys

### Wykształcenie i praca zawodowa
Ukończył Szkołę Podstawową nr 76, a następnie IV Liceum Ogólnokształcące w Gdańsku. Absolwent Uniwersytetu Gdańskiego oraz Uniwersytetu Kardynała Stefana Wyszyńskiego w Warszawie. Przez ponad 12 lat pracował jako pedagog, wychowawca dzieci niepełnosprawnych oraz wykładowca na uczelniach wyższych. Prowadził audycję społeczno–edukacyjną w Radiu Plus Rodzice na Plusie. W 2010 został kierownikiem referatu komunikacji społecznej Urzędu Miasta Gdańska. Był członkiem Komisji Unii Metropolii Polskich ds. Rozwoju Społeczeństwa Obywatelskiego oraz członkiem Zespołu Rzecznika Miejsko–Wojewódzkiego Sztabu Operacyjnego EURO 2012. W 2013 był zastępcą dyrektora wydziału edukacji w UMG. Pełnił funkcję pełnomocnika prezydenta Gdańska Pawła Adamowicza ds. inicjatyw i konsultacji społecznych. Był jednym z organizatorów gdańskiego Budżetu Obywatelskiego, który po raz pierwszy odbył się w 2013. Od kwietnia do grudnia 2014 kierował nowo powstałym wydziałem rozwoju społecznego w UMG. Od 1 marca 2021 do 30 stycznia 2023 był pracownikiem biurowym Uniwersytetu Gdańskiego.

### Działalność publiczna
Funkcję wiceprezydenta Gdańska ds. polityki społecznej objął w grudniu 2014. Poinformował o tym prezydent Paweł Adamowicz podczas sesji Rady Miasta Gdańska, na której odbyło się zaprzysiężenie go na prezydenta miasta. Piotr Kowalczuk na funkcji wiceprezydenta zastąpił Ewę Kamińską. Został przewodniczącym Komisji ds. Rozwoju Społecznego Obszaru Metropolitalnego Gdańsk Gdynia Sopot, członkiem komisji branżowych Unii Metropolii Polskich, delegatem Miasta Gdańska w Związku Miast Polskich oraz członkiem Zarządu Krajowego Polskiego Komitetu Światowej Organizacji Wychowania Przedszkolnego OMEP. W wyborach samorządowych w 2018 wystartował do rady miasta Gdańska z ramienia stowarzyszenia Wszystko dla Gdańska, otrzymał 2014 głosów i nie zdobył mandatu radnego. Ponownie został mianowany zastępcą prezydenta Gdańska ds. polityki społecznej. W styczniu 2019, po zamachu na prezydenta miasta Gdańska Pawła Adamowicza, przestał pełnić obowiązki wiceprezydenta z powodu wygaśnięcia mandatu. W styczniu tego samego roku został powołany na stanowisko zastępcy prezydenta przez komisarz miasta Aleksandrę Dulkiewicz. W imieniu władz miasta, wkrótce po zamachu, spotkał się z matką zabójcy prezydenta Pawła Adamowicza. Po spotkaniu nawoływał do zaprzestania obrażania rodziny zamachowca. Po wygranej Aleksandry Dulkiewicz w wyborach uzupełniających został zastępcą prezydenta miasta Gdańska ds. edukacji i usług społecznych. Podczas strajku nauczycieli w 2019 napisał list do pierwszej damy Agaty Kornhauser-Duda z prośbą o pomoc w rozmowach między strajkującymi nauczycielami a rządem. Był współprzewodniczącym Gdańskiej Rady ds. Równego Traktowania. W listopadzie 2020 zrezygnował ze stanowiska wiceprezydenta Gdańska.

### Działalność charytatywna
Był ambasadorem Funduszu Dzieci Osieroconych Fundacji Hospicyjnej oraz programu Tumbo Pomaga, a także wolontariuszem Wielkiej Orkiestry Świątecznej Pomocy.

### Odznaczenia i wyróżnienia
W kwietniu 2009 został wyróżniony Nagrodą im. Marii Weryho-Radziwiłłowicz, przyznawaną przez miesięcznik Bliżej Przedszkola, za cykl audycji radiowych Rodzice na Plusie emitowanych w Radiu Plus. W 2018 został odznaczony Odznaką Honorową za Zasługi dla Ochrony Praw Dziecka. Również w tym samym roku został ojcem chrzestnym, specjalnie wyselekcjonowanej naturalnej, bryły bursztynu nazwanej Leonardo Gedanensis. W 2019 został wyróżniony Honorową odznaką  Złoty Czepek, która jest wyróżnieniem nadawanym przez środowisko pielęgniarek i położnych.

### Postępowania sądowe i prokuratorskie
W sierpniu 2021 Prokuratura Rejonowa Gdańsk Oliwa wszczęła śledztwo, a następnie oskarżyła go o seksualne wykorzystanie zależności wobec małoletniego – z art. 199 par. 3 kodeksu karnego. Po postawieniu zarzutów prokurator zastosował wobec niego środek zapobiegawczy w postaci zakazu kontaktowania się z pokrzywdzonym w jakiejkolwiek formie oraz zakazu zbliżania się do pokrzywdzonego na odległość mniejszą niż 50 metrów. Śledztwo prokuratury zostało zakończone 30 grudnia 2022 poprzez skierowanie do sądu aktu oskarżenia. Proces w tej sprawie rozpoczął się przed gdańskim sądem 30 stycznia 2024. W kwietniu tego samego roku został skazany na rok więzienia w zawieszeniu na trzy lata, wyrok był nieprawomocny. 19 listopada 2024 przed Sądem Okręgowy w Gdańsku rozpoczął się proces odwoławczy w tej sprawie. 21 stycznia 2025 roku Sąd Okręgowy wydał orzeczenie utrzymujące w mocy zaskarżony wyrok Sądu Rejonowego, który stał się prawomocny.

### Życie prywatne
Żonaty, ma córkę. Jest Honorowym Dawcą Krwi.